# Oecetis falcata
Oecetis falcata là một loài Trichoptera trong họ Leptoceridae. Chúng phân bố ở miền Australasia.